# Меамуры
«Меамуры» — четвёртый альбом рок-группы «Мумий Тролль», выпущенный 1 сентября 2002 года. В 2002 и 2003 годах вышли так называемые «меамуры-синглы» — «Это по любви» и «Доброе утро, планета!» соответственно. В 2003 году группа ездила по стране с новой большой концертной программой «Меамуры Тур», который закончился большим концертом в СК «Олимпийский».

## Список композиций
| №   | Название                | Длительность |
| --- | ----------------------- | ------------ |
| 1.  | «В рейс»                | 4:11         |
| 2.  | «На удачу»              | 3:55         |
| 3.  | «Это по любви»          | 2:55         |
| 4.  | «Глубже»                | 4:05         |
| 5.  | «Морская капуста»       | 2:29         |
| 6.  | «Плюс 28»               | 4:40         |
| 7.  | «Доброе утро, планета!» | 3:30         |
| 8.  | «Стёкла»                | 3:48         |
| 9.  | «Недопонимающая»        | 4:09         |
| 10. | «Знакомым столичным»    | 4:36         |
| 11. | «Обещания»              | 4:01         |

- Бонус-трек

| №   | Название                                  | Длительность |
| --- | ----------------------------------------- | ------------ |
| 12. | «Это по любви» (DJ Грув French House mix) | 3:48         |

## Радиосинглы
Песни «В рейс», «Это по любви», «Морская капуста», «Доброе утро, планета» и «Стёкла» звучали на «Нашем радио». Все, кроме «Доброе утро, планета» попадали в хит-парад «Чартова дюжина».
| Песня                | Дата премьеры   | Недель в ЧД | Высшее место |
| -------------------- | --------------- | ----------- | ------------ |
| Это по любви         | 31 мая 2002     | 12          | 2            |
| Морская капуста      | 2 августа 2002  | 7           | 6            |
| В рейс               | 18 октября 2002 | 1           | 13           |
| Доброе утро, планета | 24 января 2003  | —           | —            |
| Стёкла               | 28 февраля 2003 | 2           | 11           |

## Звучание
В большей части песен ведущую роль играют клавишные и акустическая гитара. Большая часть песен исполнена в среднем темпе. В этом и последующем альбомах исчезло фирменное «мяуканье» Лагутенко, осталось лишь мурлыканье с более жёстким голосом, чем тот, который имел место в более ранних записях. Интересно, что на этом альбоме впервые в качестве бэк-вокалиста («Доброе утро, планета!») выступил гитарист группы Юрий Цалер.

## Выходные данные
Все песни — И. Лагутенко (кроме 12)
Мумий Тролль 2002:
- Илья Лагутенко — вокал, гитара, бубен, клавишные
- Юрий Цалер — гитара, клавишные, бас, бэк-вокал
- Евгений Звиденный — бас, клавишные
- Олег Пунгин — ударные, клавишные
- Аранжемент — Мумий Тролль
- Запись и сведение — John Hudson, Mayfair Studios
- Мастеринг — Bunt Stafford-Clark, Townhouse Studios
- Запись — UPE studija, Latvia, Can Studios, Germany (11)
- Участники: Ben Hillier — bass (2), Andrew Antonets aka o i e — programming, additional producing, sfx (3, 7)
- Оформление обложки: Концепция — ИЛ2002
- Дизайн — В. Смирнов aka Tutanhamon
- Редакция — А. Зубакина
- Фото — О. Михеев
- Прически — С. Саркисов, сеть салонов Maja
- Графика — Ю. Бабий